# ياسمين عماري
ياسمين عماري (17 جوان 1985–) مغنية وممثلة جزائرية ولدت في وهران. بدأت مسيرتها الفنية منذ سن مبكرة، حيث غنت أول أغنية لها بعنوان «كلنا جزائريين» في كليب مع والدها، الفنان والملحن بوزيد عماري، عندما كانت تبلغ من العمر 6 سنوات، وذلك في حفل من أجل السلام في الجزائر. اشتهرت بشكل كبير بفضل دورها في مسلسل السلطان عاشور العاشر، حيث قدمت أداءً مميزًا ساهم في تعزيز مكانتها في المجال الفني.

## حياتها الفنية
قبل أن تبلغ العشر سنوات، أذيعت أغانيها مثل «تارغيت»، «يا خالي»، و«يا رايس» في القنوات الجزائرية، حيث كانت معروفة بأسلوبها الغنائي الذي يجمع بين البوب والجاز. غابت عن الساحة الفنية بين عامي 2002 و2012، بعد أن سجلت أكثر من 100 أغنية. عادت إلى الظهور في المجال الفني وحصلت على جائزة الأغنية الجزائرية في طبعتها الثانية.

## ألبوماتها الغنائية
- 1996 أغنية منفردة «ما نهجروش بلادنا» مع أبيها.
- 1997 ألبوم «دانس ذ راي» "Dance the rai"
- 1999 ألبوم «كلنا جزائريين»
- 2016 ألبوم بابا مؤلف من 7 أغاني

## التمثيل

### مسلسلات
- 2015: السلطان عاشور العاشر
- 2017: خاوة2
- 2017السلطان عاشور العاشر2
- 2019:اولاد حلال
- 2020أحوال الناس
- 2021أحوال الناس 2
- 2022: بابور اللوح
- 2023: الإختيار الأول
- 2024:مسلسل حياة
- 2024:البراني

- 2025: أب أعزب
- 2025: اللي فات مات

## وصلات خارجية
- ياسمين عماري على موقع IMDb (الإنجليزية)

- (قناة العربية): ممثلة جزائرية تهز مسرح «ذا فويس» (ياسمين عماري)